# 美山町 (八王子市)
美山町（みやまちょう）は東京都八王子市の地名。丁番を持たない単独町名であり、住居表示未実施区域。郵便番号は192-0152（恩方郵便局管区）。

## 地理
八王子市北西部、旧川口村の一区域。地内西側のあきる野市と接する地域は山間部である。美山町の主要な集落は山入川沿いに点在しており、山入川は西寺方町地内で北浅川に合流する。北は上川町、東は西寺方町、南は下恩方町・小津町、西はあきる野市戸倉と接している。

## 歴史
江戸時代は山入村（やまいりむら）といった。山入の名前は現在も川の名前に残る。

### 沿革
- 1889年（明治22年）4月1日 町村制施行により、神奈川県南多摩郡の上川口村、下川口村、犬目村、楢原村、山入村が合併し川口村が成立する。山入村が川口村大字山入となる。
- 1893年（明治26年）4月1日 - 南多摩郡が東京府へ移管。
- 1943年（昭和18年）7月1日 - 東京都制の施行により南多摩郡は東京都の管轄となる。
- 1955年（昭和30年）4月1日 - 川口村が八王子市へ編入。川口村大字山入は八王子市大字山入となる。
- 1956年（昭和31年）10月1日 - 八王子市大字山入が町名変更により美山町となる。

## 世帯数と人口
2017年（平成29年）12月31日現在の世帯数と人口は以下の通りである。
| 町丁   | 世帯数    | 人口    |
| ------ | --------- | ------- |
| 美山町 | 1,663世帯 | 2,785人 |

## 小・中学校の学区
市立小・中学校に通う場合、学区は以下の通りとなる。
| 番地 | 小学校               | 中学校               |
| ---- | -------------------- | -------------------- |
| 全域 | 八王子市立美山小学校 | 八王子市立川口中学校 |

## 交通

### 鉄道
地内に鉄道は通過していない。最寄り駅は後述の路線バスが接続するJR中央本線・京王高尾線の高尾駅となる。

### 道路
- 東京都道61号山田宮の前線 - 通称「美山通り」。南北に通過する。旧道と現道の両方が都道に指定されている。北は町境の戸沢峠を越えてあきる野市方面、南は高尾町方面へ向かう。
- 首都圏中央連絡自動車道（圏央道） - 美山町中央部を通過している。八王子西インターチェンジ（ETC登載車専用）が利用できる。

### 路線バス
西東京バス恩方営業所が担当する路線バスが町内北端の美山町バス停まで乗り入れている。
以前は京王八王子駅・JR八王子駅北口から直通する「陣13」系統が運行されていたが、2006年9月の市内西部地区の路線バス網再編により廃止となり、代替路線として高尾駅北口を発着する「美22」系統が美山町まで運行されている（20時台発まで）。なお、八王子駅方面へは途中の恩方ターミナルで接続する「陣02」「陣04」系統（恩方ターミナル・恩方車庫始発京王八王子駅行）に乗り継ぐ形となる。「美22」系統は町内の仲井から美山町までの区間は、4月1日～11月30日の休日を除き自由乗降方式が設定されている。また、高尾駅発の21時台以降は「元八15」系統（ホーメストタウン経由）となり、町内途中の馬込松木までで運行が打ち切られる（平日は23時台の深夜バスも運行されている）。

## 施設
- 八王子市立美山小学校
- 平川病院
- 美山保育園
- 多摩藤倉学園